# Качемак (Аляска)
Качемак (англ. Kachemak) — місто (англ. city) в США, в окрузі Кенай штату Аляска. Населення — 576 осіб (2020).

## Географія
Качемак розташований за координатами 59°40′27″ пн. ш. 151°26′15″ зх. д. / 59.67417° пн. ш. 151.43750° зх. д. (59.674154, -151.437368).  За даними Бюро перепису населення США в 2010 році місто мало площу 4,25 км², уся площа — суходіл.

## Демографія
Згідно з переписом 2010 року, у місті мешкали 472 особи в 235 домогосподарствах у складі 143 родин. Густота населення становила 111 осіб/км².  Було 304 помешкання (72/км²).
Расовий склад населення:
| - 91,7 % — білих - 4,0 % — корінних американців - 1,3 % — азіатів |

До двох чи більше рас належало 2,8 %. Частка іспаномовних становила 2,1 % від усіх жителів.
За віковим діапазоном населення розподілялося таким чином: 14,2 % — особи молодші 18 років, 70,3 % — особи у віці 18—64 років, 15,5 % — особи у віці 65 років та старші. Медіана віку мешканця становила 54,2 року. На 100 осіб жіночої статі у місті припадало 91,9 чоловіків;  на 100 жінок у віці від 18 років та старших — 91,0 чоловіків також старших 18 років.